# Tamara Csipes
Tamara Csipes (født 24. august 1989) er en ungarsk kajakroer, der har vundet stribevis af OL-, VM- og EM-medaljer.

## Kajakkarriere
Csipes sine første internationale seniormedaljer, da hun ved EM 2009 var med til at vinde EM-sølv i både toer- (1000 m) og firerkajak (500 m), og året efter blev det til EM-guld i toer på 500 m. I 2010 blev hun desuden verdensmester i toer (1000 m) og firer (500 m). De følgende år blev det til yderligere en række EM- og VM-medaljer, hovedparten af guld.
Hendes første OL blev i 2016 i Rio de Janeiro, hvor hun var med i den ungarske firerkajak sammen med Gabriella Szabó, Danuta Kozák og Krisztina Fazekas Zur på 500 m, og de vandt først deres indledende heat og derpå finalen i sikker stil foran deres gamle rivaler fra Tyskland, mens hviderusserne fik bronze.
I årene herefter vandt hun flere EM- og VM-medaljer, og ved sommer-OL 2020 i Tokyo, afholdt i 2021, stillede hun op i både ener-, toer- og firerkajak, alle på 500 m. Hun begyndte med at hente en fjerdeplads i toeren, inden hun i enerkajakken vandt sit indledende heat og sin semifinale, inden hun i finalen som den eneste kunne følge nogenlunde med newzealænderen Lisa Carrington, der vandt guld foran Csipes, mens danske Emma Aastrand Jørgensen fik bronze. I fireren, hvor hun roede sammen med Kozák, Anna Kárász og Dóra Bodonyi, vandt ungarerne deres indledende heat og deres semifinale, og i finalen var de stadig hurtigst og genvandt dermed OL-guldet, mens Hviderusland fik sølv og Polen bronze.
Ved OL 2024 i Paris var Csipes igen med, og igen stillede hun op i både ener, toer og firer. I eneren blev medaljerne fordelt helt på samme måde som tre år forinden i Tokyo, så Carrington fik en ny guldmedalje, Csipes sølv og Aastand bronze., og i toeren blev det sammen med Alida Dora Gazso ligeledes til sølv,, mens det i fireren ikke lykkedes ungarerne at hente fire OL-guld på stribe, da Csipes, Noemi Pupp, Sara Fojt og Gazso blev nummer tre efter New Zealand (guld) og Tyskland (sølv).

## Familie
Hendes far, Ferenc Csipes, var ligeledes kajakroer og flerfoldig OL- og VM-medaljevinder.